# Francesco Serafino
Francesco Serafino (nacido 17 septiembre 1997) es un futbolista italiano. Juega como delantero y su equipo actual es Mexicali Fútbol Club Dragones de la Liga Premier de México.

## Carrera
Serafino comenzó como jugador de Boca Juniors (juveniles). En el año 2015  firmó para Huracán de la Segunda División de Uruguay, donde disputó 3 encuentros y no anotó goles. Después recalo en Naxxar Leones (Premier League de Malta), para posteriormente unirse a Bangor City Football Club de Galés, donde disputó casi todos los encuentros, marcando 12 goles y dando 10 asistencias en la temporada 2019-2020. Francesco también ha jugado para Sambenedettese en Italia. Desde el 1 de Febrero 2023 es jugador de Club Atlético Brown.